# Martin Wind
Martin Wind (Flensburg, 1968) is een Duitse jazzcontrabassist en -componist.

## Biografie
Wind studeerde aan de Musikhochschule Köln. In 1989 was hij een van de eersten die afstudeerde aan het Federal Jazz Orchestra onder leiding van Peter Herbolzheimer. Met een DAAD-beurs behaalde hij tussen 1996 en 1998 een masteropleiding in jazzcompositie en uitvoering aan de New York University. Hij heeft onder andere samengewerkt met Christoph Eschenbach, Gidon Kremer, Mstislaw Rostropowitsch, Hank Jones, Frank Wess, Johnny Mandel, Mark Murphy, Slide Hampton, Johnny Griffin, Cedar Walton, Michael Brecker, Don Friedman, John Scofield, Pat Metheny, Fred Hersch en Kenny Barron. Hij maakte deel uit van het trio van Dena DeRose en van Matt Wilsons band Arts and Crafts. Wind leidt zijn eigen combo's, waarmee hij onder zijn eigen naam een album presenteerde. Bij JazzBaltica werkte hij in 2009 samen met Joakim Milder. In 2010 leidde hij het JazzBaltica Ensemble, dat zijn composities vertolkte. In 2017 toerde hij met Philip Catherine. Sinds 1997 is Wind docent op de jazzafdeling van de New York University.

## Prijzen en onderscheidingen
In 1995 bereikte Wind de derde plaats in de Thelonious Monk competitie. In 2000 was hij de eerste jazzmuzikant die de sponsorprijs ontving, die wordt toegekend als onderdeel van de kunstprijs van de deelstaat Sleeswijk-Holstein. In 2004 benoemde zijn geboorteplaats hem tot "Flensburg Ambassadeur".

## Discografie
- 1993: Gone with the Wind (Content, met Bill Mays, Keith Copeland)
- 2002: Peter Weniger, Martin Wind The Soccerball (Nagel-Heyer Records)
- 2007: Salt 'N' Pepper (Challenge, met Scott Robinson, Bill Cunliffe, Greg Hutchinson)
- 2010: Martin Wind & The JazzBaltica Jubilee Ensemble: Theresia (Live) (Laika, met Axel Schlosser, Nils Wülker, Karin Hammar, Øyvind Brække, Niels Lyhne Lokkegard, Donny McCaslin, Johannes Enders, Nils Landgren, Christopher Dell,  Michael Wollny, Lars Danielsson, Wolfgang Haffner).
- 2010: Get It (Laika, met Scott Robinson, Bill Cunliffe, Tim Horner)
- 2012: Ulf Meyer & Martin Wind Live at Orpheus Theater, May 2012 (Laika)
- 2014: Philip Catherine & Martin Wind New Folks (ACT)